# Teillet-Argenty
Teillet-Argenty – miejscowość i gmina we Francji, w regionie Owernia-Rodan-Alpy, w departamencie Allier.

## Demografia
Według danych na rok 1990 gminę zamieszkiwały 474 osoby, a gęstość zaludnienia wynosiła 22 osoby/km². W styczniu 2015 r. Teillet-Argenty zamieszkiwało 578 osób, przy gęstości zaludnienia wynoszącej 26,3 osób/km².